# Edith Stein

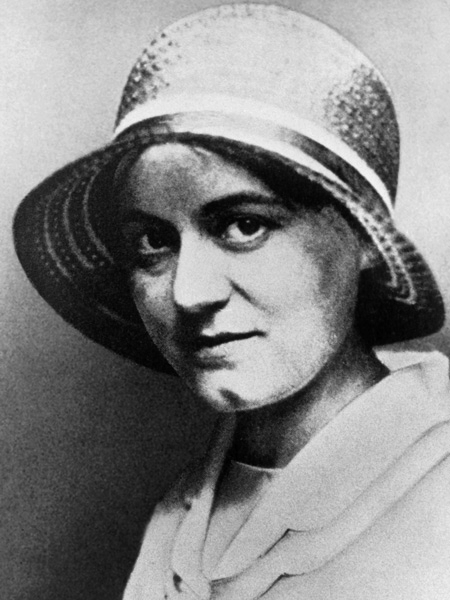
Edith Stein cirka 1920.

Edith Stein, född 12 oktober 1891 i Breslau i dåvarande Kejsardömet Tyskland (nuvarande Wrocław i Polen), död 9 augusti 1942 i Auschwitz i dåvarande Nazityskland, var en tysk filosof, karmelitnunna och martyr i Romersk-katolska kyrkan, som helgonförklarades med namnet Teresa Benedicta av Korset av påve Johannes Paulus II den 11 oktober 1998. Året därpå (1999) utsågs hon tillsammans med den heliga Birgitta och Katarina av Siena till ett av Europas skyddshelgon.

## Biografi
Edith Stein föddes i nuvarande Polen i en ortodox judisk familj, men övergick till kristendomen 1904. Hon blev Edmund Husserls student vid universitetet i Göttingen, och följde honom som assistent till universitetet i Freiburg, där hon 1916 doktorerade med honom som handledare med Zum Problem der Einfühlung, en avhandling om empati. Som Husserls assistent hjälpte hon på "ett mycket självständigt sätt" honom med att förbereda hans manuskript för utgivning, till exempel Ideen 1–3 och tidsföreläsningarna från 1905.
Under den första tiden med Husserl arbetade hon inom ramarna för hans fenomenologi, men 1922 upptogs hon i Romersk-katolska kyrkan, efter att ha läst mystikern Teresa av Ávilas självbiografi. Därefter försökte hon filosofiskt förena platonska och thomistiska tankar med delar av Husserls icke-idealistiska fenomenologi och med Reinachs, Pfänders, Conrad-Martius och Heideggers åsikter. I samband med konversionen slutade hon vid universitetet och började undervisa vid en dominikanskola för flickor där hon stannade till 1932. Under den tiden översatte hon Thomas av Aquinos De Veritate (”Om sanningen”) till tyska och studerade katolska filosofer. År 1932 fick hon tjänst vid pedagogiska institutet i Münster, men antisemitismen tvingade henne att säga upp sig. Två år senare inträdde hon i karmelitorden, där hon antog namnet Teresa Benedicta av Korset. Som nunna skrev hon Endliches und Ewiges Sein (”Ändligt och evigt liv”), en avhandling i metafysik, i vilken hon kombinerar tankar från thomismen med Husserls teorier.
För att undkomma nazisterna flyttade hennes kloster till Nederländerna. Där tillkom Studie über Joannes a Cruce: Kreuzeswissenschaft (”Studier över Johannes av Korset: korsvetenskap”).
Den 20 juli 1942 fördömde Nederländernas biskopskoncilium nazismens rasism. Som vedergällning lät nazisterna gripa alla judiska konvertiter den 26 juli samma år; de hade dittills undkommit. Edith och hennes äldre syster Rosa, som också konverterat, greps och fördes till koncentrationslägret i Auschwitz, där de gasades ihjäl den 9 augusti 1942. Edith Stein saligförklarades 1987 och helgonförklarades 1998.